# Skoputsare

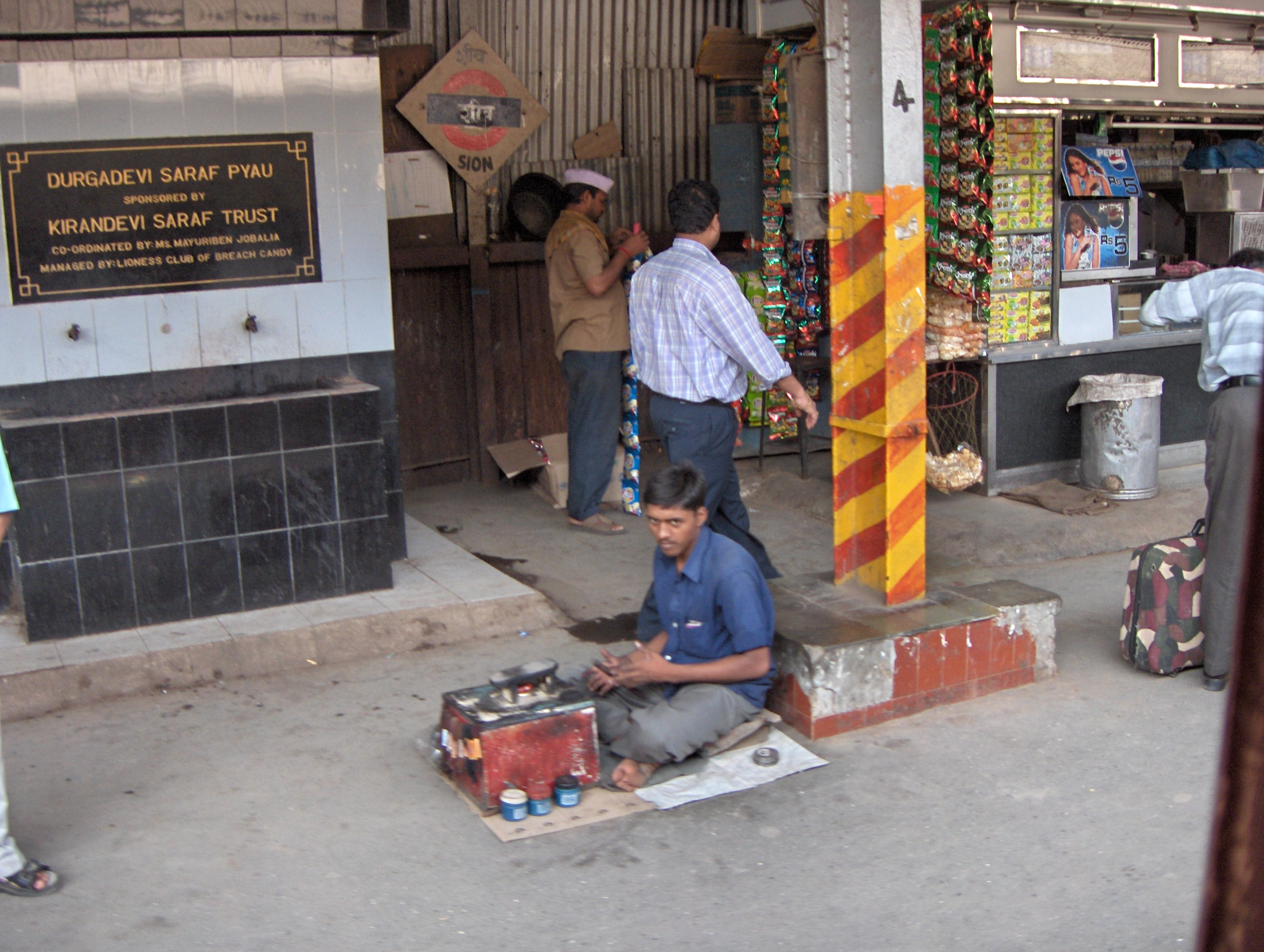
En skopoleringsmaskin på en järnvägsperrong i Mumbai, Indien.

Skoputsare är ett yrke vari en person rengör och putsar skor. Först rengörs skon och sedan appliceras skokräm för att ge skon ny lyster och glans.